# Rudolph von Römer

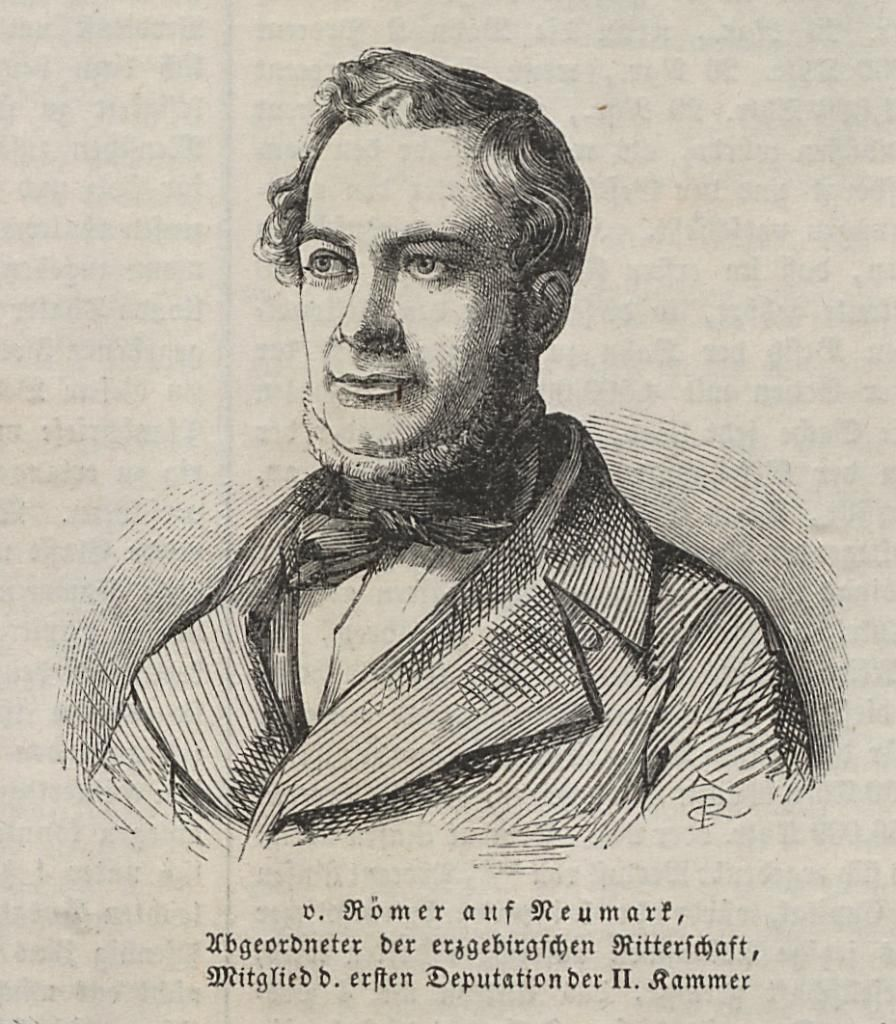
Rudolph Benno von Römer

Rudolph Benno von Römer (* 15. März 1803 in Dresden; † 18. November 1871 ebenda) war ein sächsischer Gutsherr, Sammler, Bibliophiler und Politiker. Zudem betätigte er sich als Botaniker. Sein offizielles botanisches Autorenkürzel lautet „R.Roem.“ Er trug umfangreiche Sammlungen zusammen, die er testamentarisch verschiedenen sächsischen Institution vermachte. Römer betätigte sich fast 30 Jahre lang in der sächsischen Landespolitik und gehörte als konservativer Politiker beiden Kammern des Sächsischen Landtags an.

## Abstammung
Er entstammte der alten meißnischen Familie Römer, die eng dem sächsischen Bergbau verbunden war. Sein Vater war der sächsische Bergkommissionsrat Jobst Christoph von Römer (1769–1838). Dieser war Gutsherr auf Gut Löthain westlich von Meißen, das sich seit dem 1796 Jahrhundert im Familienbesitz befand, sowie Besitzer des Rittergutes Neumark, das sich seit dem 17. Jahrhundert im Familienbesitz befand. Letzteres galt als eines der bedeutendsten Rittergüter des Erzgebirgischen Kreises.

## Leben

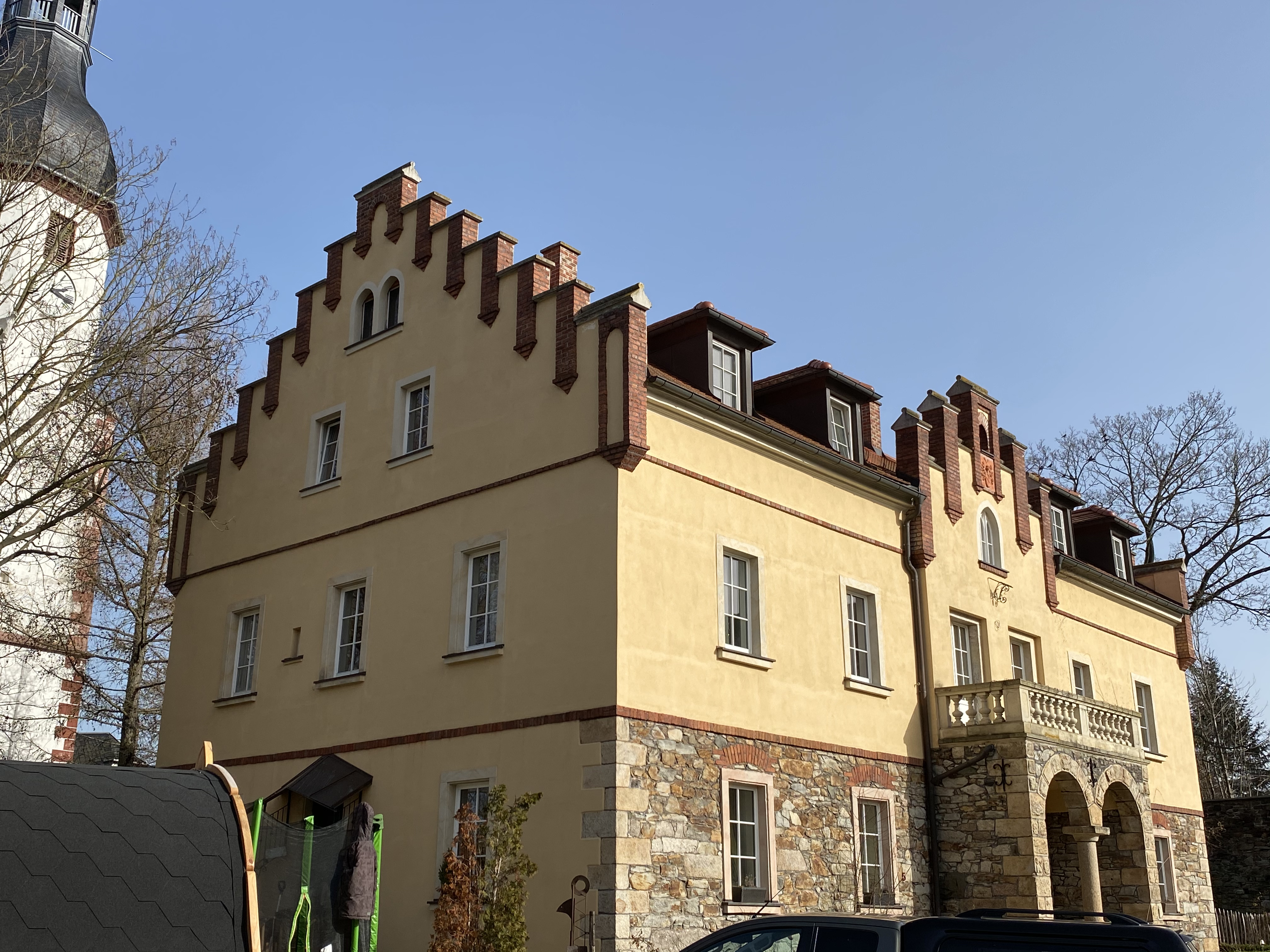
Rittergut Neumark, 2021

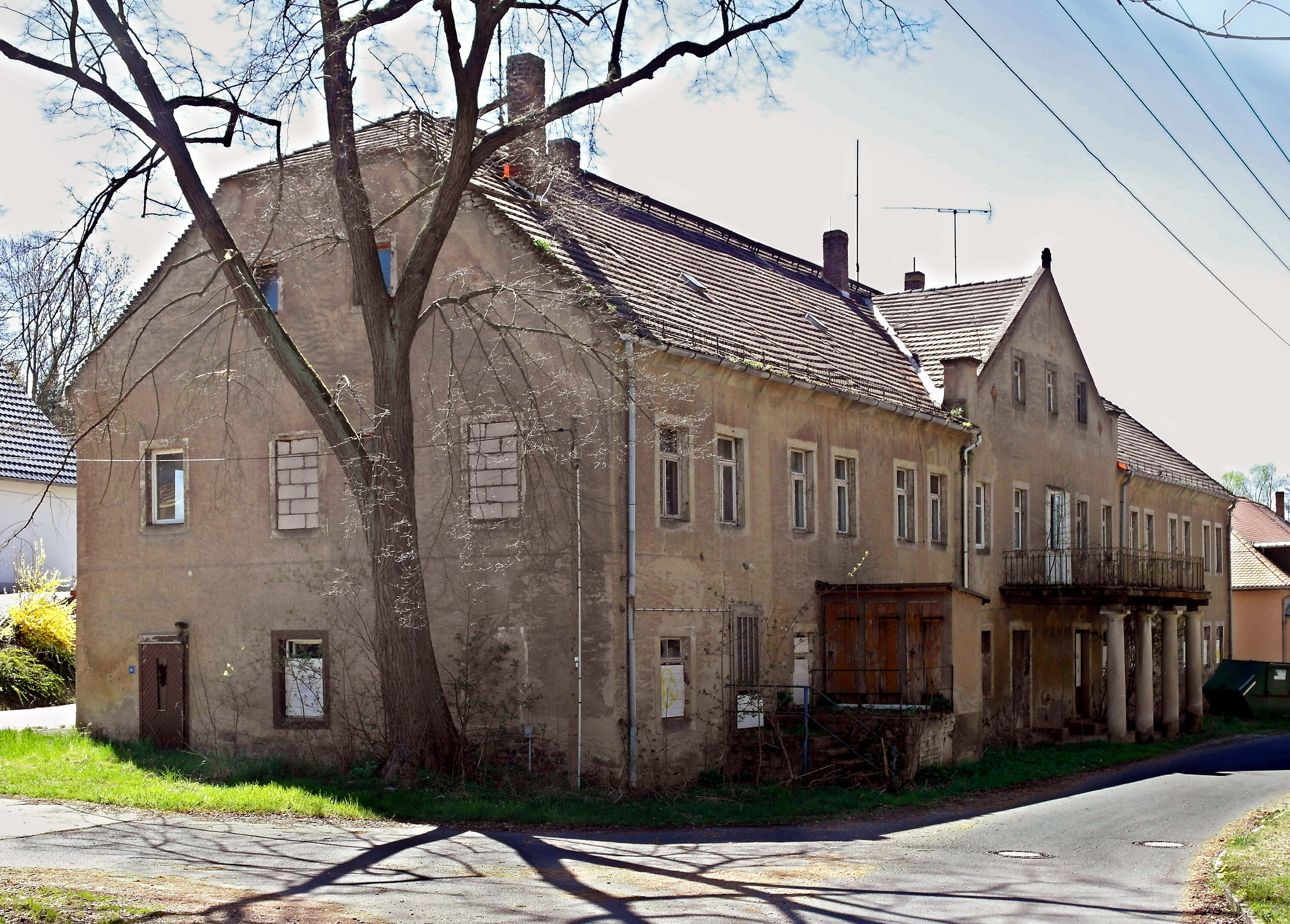
Rittergut Löthain, 2015

Römer studierte Rechtswissenschaften an der Universität Leipzig. Daneben hörte er unter anderem Vorlesungen von Gustav Kunze, dem späteren Direktor des Botanischen Gartens der Universität Leipzig in Botanik. Von 1843 bis zu seinem Tod war er ordentliches Mitglied der Naturwissenschaftlichen Gesellschaft ISIS Dresden. Als Botaniker befasste er sich mit den Kryptogamen und galt als guter Kenner dieser Pflanzengruppe. Er beschrieb und benannte Genista polyanthos und Lotus longisiliquosus. Eine Expedition des Leipziger Botanikers Heinrich Moritz Willkomm auf die Iberische Halbinsel unterstützte er großzügig. Dieser erforschte von April 1844 bis Mai 1846 die dortige Pflanzenwelt und legte eine umfangreiche Pflanzensammlung an. Römer korrespondierte mit anderen Wissenschaftlern und wissenschaftlichen Vereinigungen, zum Beispiel der Regensburgischen Botanischen Gesellschaft.
Von seinem Vater übernahm er die Güter Löthain und Neumark, auf denen er Erb-, Lehn- und Gerichtsherr war. Zum Gut Löthain gehörten mehrere Gruben, in denen Kaolin, das für die Porzellanherstellung in der Porzellanmanufaktur Meißen benötigt wird, und Ton abgebaut wurden. Der Familientradition folgend war Römer darüber hinaus an verschiedenen weiteren bergbaulichen Unternehmungen im Königreich Sachsen beteiligt. Vom Dresdner Rat erwarb er 1833 für 4100 Taler ein Gut nebst Weinberg in Niederlößnitz, das seinerzeit als Römerberg bezeichnet wurde und nunmehr nach einem Nachbesitzer als Haus Reinhardtsberg bekannt ist.
Über 30 Jahre lang betätigte sich Römer in der sächsischen Landespolitik. Auf den Landtagen 1836/37 bis 1847 war Römer Abgeordneter der Rittergutsbesitzer des Erzgebirgischen Kreises in der II. Kammer des Sächsischen Landtags. Anschließend gehörte er auf den Landtagen 1848 bis 1863/64 als durch König Friedrich August II. ernannter Rittergutsbesitzer der I. Landtagskammer an. Als während der Revolutionsjahre 1848/49 der Landtag nach dem liberalen Wahlrecht vom 15. November 1848 gewählt wurde, vertrat Römer auf dem Landtag 1849/50 den 14., 15. und 16. Wahlkreis (die Gegend um Großenhain, Meißen und Lommatzsch) in der I. Landtagskammer. Er wird den rechten Kräften zugeordnet. Vor dem Landtag 1866 legte er sein Mandat nieder.

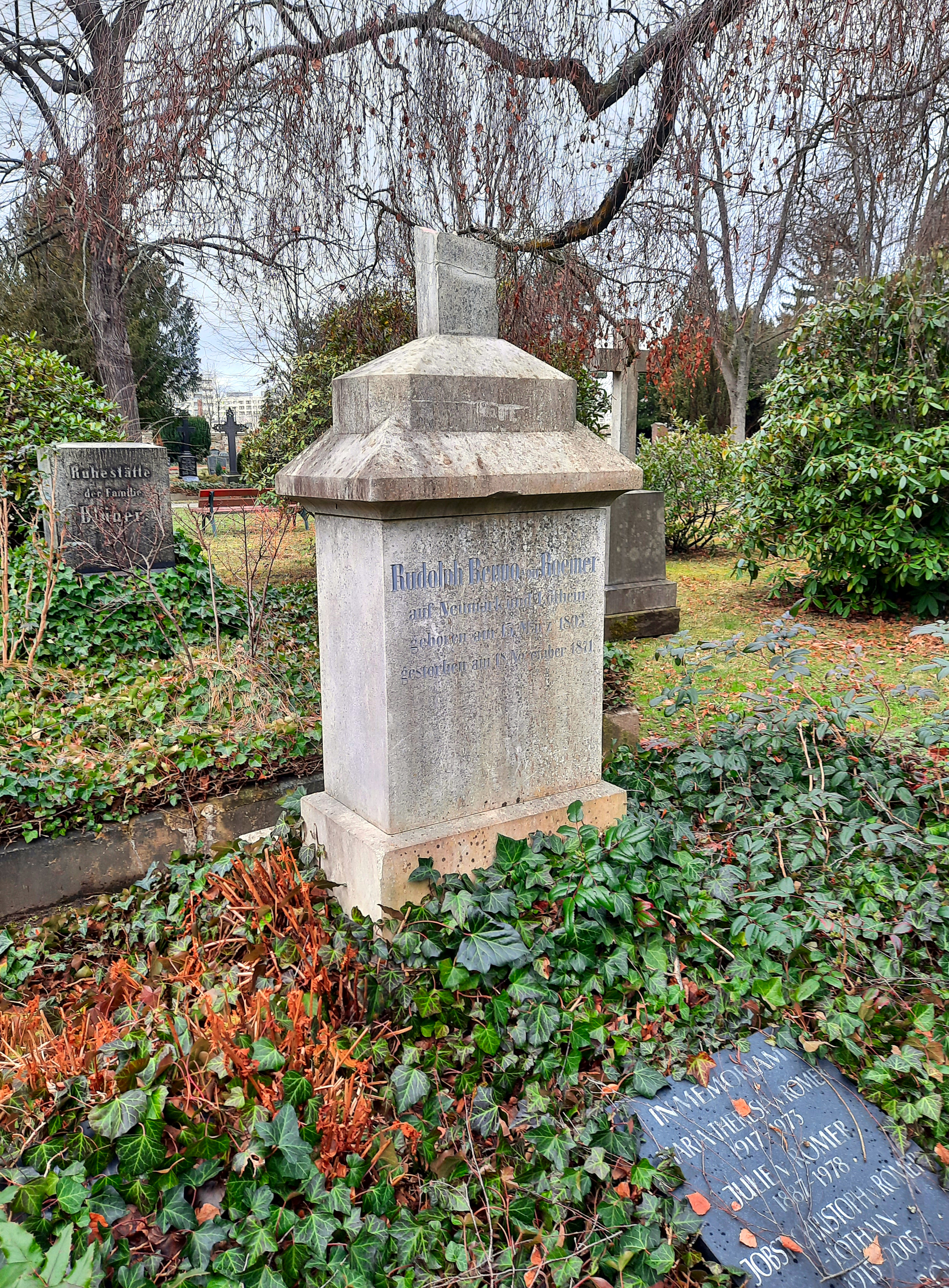
Grab auf dem Dresdner Trinitatisfriedhof, 2024

Römer blieb zeitlebens unverheiratet. Er starb im November 1871 in Dresden und wurde auf dem Trinitatisfriedhof beerdigt. Das Grab ist erhalten.

## Sammlungen
Testamentarisch verfügte er 1859, dass seine Sammlungen an verschiedene sächsische Institutionen übergeben und öffentlich zugänglich gemacht werden sollten. Etwa 2600 Pflanzenbüchern, Vorlesungsnachschriften aus den Jahren 1822/23 und 1823/24, seine Autographensammlung und eine beträchtliche Geldsumme vermachte er der Universitätsbibliothek Leipzig. Die Universitätsbibliothek Leipzig gestaltete 2013 eine Ausstellung mit Büchern aus Römers Sammlung unter dem Titel Römers Garten. Ein Spaziergang durch die Pflanzenbuchsammlung der Universitätsbibliothek Leipzig. Ein von ihm angelegtes umfangreiches Herbarium als eine Sammlung gepresster und getrockneter Pflanzen, welches er dem Botanischen Institut der Universität Leipzig vermacht hatte, ging bei der Zerstörung des Institutsgebäudes im Zweiten Weltkrieg verloren. Seine Porträtsammlung mit über 1000 Stichen und Radierungen aus dem 17. bis 19. Jahrhundert nebst einer Handbibliothek zur Kunstgeschichte und Kupferstichkunde wurde Teil der Sammlungen des Städtischen Museums Leipzig. Seine Münzsammlung von 29.000 Stücken, die insbesondere mittelalterliche Münzen enthielt und seine numismatische Buchsammlung an 1400 Bänden vermachte er dem Münzkabinett Dresden. Dubletten wurden gemäß der testamentarischen Bestimmungen versteigert und bildeten die Grundlage für einen Fond in Höhe von 15.000 Mark. Seine Mineraliensammlung, die zu Teilen bereits von seinem Vater herrührte, schenkte Römer dem  Mineralogischen Museum Dresden.

## Ehrungen
In Anerkennung seiner vielfältigen verdienstvollen Beteiligung an der Aufsicht und wissenschaftlichen Umordnung der königlichen Sammlungen für Kunst und Wissenschaft verlieh ihm König Friedrich August II. 1848 das Ritterkreuz des sächsischen Zivilverdienstordens. 1853 erhielt er das Komtur I. Klasse des Albrechts-Ordens.